# Daniel Henney
Daniel Phillip Henney (n. 28 noiembrie 1979, Carson City⁠(d), Michigan, SUA) este un actor și model american. A dobândit recunoaștere internațională cu debutul său în televiziune în rolul Dr. Henry Kim în drama coreeană My Lovely Sam Soon (2005).